# 曹嘉祥
曹嘉祥（1863年—1926年），字希麟，广东顺德人，是一位中国政治人物。

## 生平
中国留美幼童之一，于1874年9月19日赴美，在康涅狄格州哈特福德的西密公立学校学习，1877年至1881年在哈特福德公立高中学习，1881年(光绪七年)暑假被召回国。1885年任北洋水师“镇远”舰枪炮大副。1902年，袁世凯任曹为保定警务局总办，负责培训警察，以接收八国联军撤离后移交中方的天津，任职后数月因腐败问题下台。1911年8月，海军部参赞厅一等参谋，负责筹建浙江象山要塞。1915年5月，任中华民国海军部次长兼总务厅厅长。1917年7月，任中华民国军务院参军府参军。

## 延伸阅读
[在维基数据编辑]
 《游美同學錄·曹嘉祥》，出自《游美同學錄》